# Беренгар II
Вижте пояснителната страница за други личности с името Беренгар.
Беренгар II от Ивреа (на италиански: Berengario II d'Ivrea; * ок. 900, † 6 август 966, Бамберг) е франски благородник, граф на Милано и вероятен маркграф на Ломбардия (928 – 941), след десет години на наместничество в Милано, маркграф на Ивреа (936 – 941 и 945–957) и крал на Италия (950 – 961).

## Произход
Син е на маркграфа на Ивреа Адалберт I († 923) и на Гизла от Фриули († 910/915), дъщеря на Беренгар I, крал на Италия и император, и така е сред наследниците на Карл Велики. Има двама полубратя от втория брак на баща си, сред които Анскар, маркграф на Камерино и херцог на Сполето . 

## Биография

### Брак
Наследява баща си като маркграф на Ивреа между 925 и 964 г. Жени се през 930/931 г. за Вила Тосканска, дъщеря на маркграфа Бозон от Тоскана от рода Бозониди, и на Вила, дъщеря на Рудолф I, крал на Бургундия. 

### Конфликт с Хуго I. Възкачване на престола
Около 940 г. повежда бунт на италиански благородници срещу управлението на Хуго I от Бозонидите, съпруг на Вила Бургундска, вдовица на Рудолф I и майка на жена му. За да избегне нападение от наемниците на Хуго, Беренгар II, предупреден от малкия син на краля Лотар II, трябва да бяга в двора на крал Ото I в Източнофранкското кралство. Ото I обаче избягва да вземе страна. 
През 945 г. Беренгар II успява да се върне в Италия с наемнически войски, приветстван от местната аристокрация. Хуго I е победен и се оттегля в Арл, и е номинално наследен от младия си син Лотар II. От времето на успешното въстание на Беренгар II цялата реална власт и покровителство в Кралство Италия е съсредоточена в неговите ръце, с Лотар II като титулярен крал. Краткото царуване на Лотар II завършва с ранната му смърт през 950 г., вероятно отровен. Същата година, на 15 декември, Беренгар II получава за себе си и за сина си Адалберт короната на Италия: двамата са коронясани в базиликата „Сан Микеле Маджоре“ в Павия.

### Крал на Италия (950 – 961)

#### Териториална реорганизация
Около 950 г. Беренгар II реорганизира управлението на земите западно от река По и образува три нови територии (марки), начело на които назначава свои приближени за маркграфове:
- Маркграфство Торино или Ардуинова марка, дадено на Ардуин III Глабер, граф на Ауриате;
- Маркграфство Западна Лигурия или Алерамическа марка, дадено на Алерам Монфератски;
- Маркграфство Източна Лигурия или Отбертинова марка, дадено на Оберто I

Територията северно от река По (с изключение на територията около Верчели) става Маркграфство Ивреа, познато и като Анскаридска марка.

#### Отношения с Ото I
Политическата позиция на Беренгар II и сина му Адалберт е отслабена от подозрението, че двамата са отровили Лотар II, така че Беренгар II се опитва да засили легитимността на инвеститурата, като принуждава вдовицата на Лотар II Аделхайд Бургундска, дъщеря, снаха и вдовица на последните трима италиански крале,  да се омъжи за сина му. Младата жена обаче яростно отказва, след което Беренгар II я затваря в замък на езерото Гарда. С помощта на граф Адалберт Ато от Каноса тя успява да избяга и моли за закрила крал Ото I. Ото, самият той вдовец от 946 г., се възползва от случая, за да получи Желязната корона: исканията на Аделхайд за намеса довеждат до нахлуването му в Италия през 951 г. Беренгар трябва да се утвърди в Сан Марино, докато Ото получава почитта на италианската аристокрация, жени се за Аделхайд и взема титлата „крал на лангобардите“. След това се завръща в Германия, като назначава зет си Конрад за италиански регент в Павия.
Беренгар II, благодарение на действията на Конрад, се появява в Райхстага през 952 г. в Аугсбург и отдава почит на Ото I. Той и синът му Адалберт остават италиански крале като васали на Ото, въпреки че трябва да му отстъпят територията на бившата Марка Фриули, която германският крал предава на по-малкия си брат херцог Хайнрих I от Бавария като имперска Веронска марка. Когато Ото I трябва да се справи с бунта на сина си херцог Лиудолф от Швабия през 953 г., Беренгар II атакува Веронската марка и също така обсажда замъка Каноса на граф Адалберт Ато.

### Загуба на контрол и смърт (956 – 966)
Политическите действия на Беренгар II и Адалберт предизвикват недоволство сред лидерите на кралството, които многократно поискват намеса от Ото I: това се случва едва през 956 - 957 г. с намесата на сина на Ото I – херцогът на Швабия Лиудолф, и което завършва със споразумение, което потвърждава кралската титла и власт в Италия на Анскаридите.
През 959 г. Беренгар II и синът му Адалберт започват поредица от чистки срещу привържениците на Ото I. Една от жертвите е Теобалд II, херцог на Сполето и маркиз на Камерино от династията Хукполдинги. Срещу него Беренгар II организира експедиция, целяща да отнеме владенията му. В експедицията участва и бъдещият дож на Венеция Пиетро IV Кандиано.
Впоследствие Беренгар II прилага агресивна политика спрямо папството. През 960 г. той нахлува в Папската държава, която е под ръководството на папа Йоан XII. Папата призовава крал Ото I, целящ коронацията си като император на Свещената Римска империя, и той отново тръгва срещу Италия. Войските на Беренгар II го изоставят и до Коледа 961 г. Ото I превзема Павия и обявява Беренгар II за свален. Ото I се отправя към Рим, където е коронясан за император на 2 февруари 962 г. След това той отново се обръща срещу Беренгар, който е обсаден при крепостта „Сан Лео“ в Сан Лео.
Междувременно папа Йоан XII влиза в преговори със сина на Беренгар Адалберт, което през 963 г. кара Ото да дойде в Рим, където сваля папата и избира папа Лъв VIII. На следващата година Беренгар най-накрая се предава на силите на Ото I и е затворен в Бамберг, където умира през август 966 г. Съпругата му Вила Тосканска прекарва остатъка от живота си в германски  женски манастир, а синовете му умират в изгнание.

## Брак и потомство
∞ 930/931 за Вила Тосканска (* ок. 910; † сл. 963), дъщеря на Бозон от Тоскана († сл. 936), маркграф на Тусция, от която има трима сина и три дъщери:
- Адалберт II от Ивреа (* 932/936, † 30 април 972), крал на Италия с баща си (950 – 961) и антикрал (961), граф на Аоста, маркграф на Ивреа (966-971), ∞ 956 за Гирберга от Макон,  († 11 декември 986/991), дъщеря на Ото (Отон) и наследничка на Графство Макон, от която има четири сина и една дъщеря
- Гвидо от Ивреа (* 940, † 25 юни 965), маркграф на Ивреа (951 – 965), неженен и бездетен
- Конрад от Ивреа (* ок. 938, † 998/1001), маркграф на Милано (957 – 961), маркграф на Ивреа (970 – ок. 990/995), херцог на Сполето и на Камерино (996-997); ∞ пр. 987 за Ришилда († сл. 989), дъщеря на Ардуин Глабер от рода Ардуини, първи господар на Маркграфство Торино, от която има един син
- Берта († сл. 965), игуменка на „Свети Сикст“ в Пиаченца
- Герберга/Гилберга (* ок. 945, † 986); ∞ пр. август 961.за Алерам Монфератски († пр. 991), граф на Верчели, маркграф на Монферат (967-991) и първи маркграф на Маркграфство Западна Лигурия, от когото няма деца
- Розала (* ок. 945, † 26 януари 1003), кралица на Франция (988 – 992); ∞ 1, ок. 968 за Арнулф II (* 961/962 † 30 март 987), граф на Фландрия (965 – 987), от когото има син и дъщеря; 2. 1 април 988 (развод 992) за Робер II Благочестиви (* 17 март 972, † 20 юли 1031, крал на Франция от 996 г., от когото няма деца.